# Sergio Aguza
Sergio Aguza Santiago (Sant Boi de Llobregat, 2 september 1992) is een Spaans voetballer die bij voorkeur als centrale middenvelder speelt.

## Clubcarrière
Aguza speelde in de jeugd bij EF Gavá en UE Cornellà en werd in 2008 opgenomen in de jeugdopleiding van Real Madrid. Hij debuteerde op 25 augustus 2012 in Real Madrid C, tegen Caudal Deportivo in de Segunda División B. Zijn debuut voor Real Madrid Castilla volgde op 8 september 2013, tegen CD Mirandés. Tijdens zijn debuutjaar scoorde Aguza twee doelpunten int 23 competitiewedstrijden in de Segunda División A. Hij zat op 27 september 2014 op de bank bij het eerste elftal tijdens een competitiewedstrijd in de Primera División tegen Villarreal CF, maar een debuut bleef uit. Trainer Zinédine Zidane benoemde Aguza tot aanvoerder van Real Madrid Castilla, waarvoor hij in zijn tweede seizoen opnieuw 23 competitiewedstrijden speelde.
Aguza tekende in juli 2015 een contract tot medio 2017 bij MK Dons, dat in het voorgaande seizoen promoveerde naar de Championship.  Hij zou zijn debuut maken op 11 augustus 2015 tijdens een EFL Cup wedstrijd die met 2-1 gewonnen werd van Leyton Orient FC.  Door het feit dat de speler niet voldoende spelmogelijkheid had, werd het contract op op 16 januari 2016 in onderlinge overeenstemming ontbonden.
Twee dagen later, op 18 januari 2016, tekende hij een tweeënhalf jarig contract bij SD Ponferradina,  een ploeg uit de Segunda División A.  Hij scoorde zijn eerste doelpunt tijdens de met 2-1 gewonnen thuiswedstrijd tegen SD Huesca.  Op het einde van het seizoen kon de ploeg haar behoud echter niet verzekeren, waardoor het contract tussen beiden ontbonden werd.
Op 7 juli 2016 tekende hij een éénjarig contract bij reeksgenoot AD Alcorcón.  Maar ook bij deze club werd hij geen basisspeler, waardoor het contract op 31 januari2017 ontbonden werd.  Twee dagen later tekende hij tot het einde van het seizoen bij reeksgenoot Córdoba CF.  De ploeg eindigde op een mooie tiende plaats.  Zijn contract werd verlengd voor het seizoen 2017-2018.  Dit jaar moest de ploeg vechten voor het behoud, dat het ook nipt verkreeg met een achttiende plaats.
Op 13 juli 2018 tekende hij een tweejarig contract bij reeksgenoot UD Almería.  Het eerste seizoen 2018-2019 scoorde hij één doelpunt uit veertien wedstrijden.  De ploeg eindigde op een tiende plaats.  Het tweede seizoen 2019-2020 scoorde hij drie doelpunten tijdens zesentwintig wedstrijden.  De ploeg eindigde op een vierde plaats en kon zich zo kwalificeren voor de eindronde.  In de eerste ronde bleek echter Girona FC te sterk.  Zijn contract werd verlengd met drie jaar.  Hij kon tijdens de vier eerste speeldagen zijn basisplaats niet meer opeisen.
Daarom werd hij op het begin van het seizoen 2020-2021 uitgeleend aan reeksgenoot en nieuwkomer FC Cartagena.  Na de heenronde bleek uit de beoordeling dat de speler niet voldoende bij bracht bij de ploeg en dat hij niet voldoende spelminuten kreeg.  Daarom werd op 13 januari 2021 besloten om de huur te beëindigen.  Negen dagen later werd hij uitgeleend aan reeksgenoot SD Ponferradina, waar hij na de winterstop van het seizoen 2016-2017 al een half seizoen gespeeld had. Hij scoorde er één doelpunt uit zestien optredens.  Zijn contract contract, dat nog twee seizoenen liep, werd bij zijn terugkeer naar Almería in samenspraak ontbonden.
Aan het begin van seizoen 2021-2022 vond hij geen onderdak en werd begin september een vrije speler.  Op 21 september sloot hij aan bij CE Sabadell, een ploeg die net naar de 
Primera División RFEF gedegradeerd was.  De ploeg zou op geen enkel moment meedoen om de verloren plaats terug in te nemen.  Op persoonlijk vlak scoorde de speler vijf doelpunten uit vijfendertig wedstrijden, maar zijn contract werd niet verlengd.
Daardoor kwam hij tijdens seizoen 2022-2023 terecht bij reeksgenoot Real Murcia, die het vorige seizoen de promotie had afgedwongen.  Hij scoorde er één doelpunt tijdens tweeëntwintig wedstrijden en kon de doelstelling van de ploeg, promotie, niet waar maken.
Vanaf seizoen 2023-2024 stapte hij over naar reeksgenoot CD Lugo, een ploeg die net uit het professionele voetbal gedegradeerd was.  Hij tekende er voor één seizoen, met optie tot een tweede.